# AOH1996
AOH1996 е експериментално противораково лекарство, което действа като инхибитор на малки молекули на ядрен антиген на пролифериращи клетки (PCNA) и от август 2023 г. е във фаза 1 на клинично изпитване за лечение на солидни тумори.
Препаратът е създаден, за да действа върху специфичен вариант на PCNA, открит само в раковите клетки. В организма този протеин е от решаващо значение за възстановяването на ДНК, но таргетирането[поясни] му е трудно поради ролята му в здравите клетки. Таргетирането[поясни] само на този вариант PCNA дава възможност за избирателното атакуване само на раковите клетки. In vitro тестовете показват, че е ефективен срещу над 70 вида рак, включително рак на гърдата, простатата, мозъка, яйчниците, шийката на матката, кожата и белите дробове.
Името на субстанцията е съставено от инициалите и годината на раждане на Анна Оливия Хийли, която почива от невробластом през 2006 г. Средствата, събрани от нейните родители, са подпомогнали разработката на химическото съединение.